# Ferocactus peninsulae
Ferocactus peninsulae es una especie de la familia de las cactáceas. Es originaria de México.

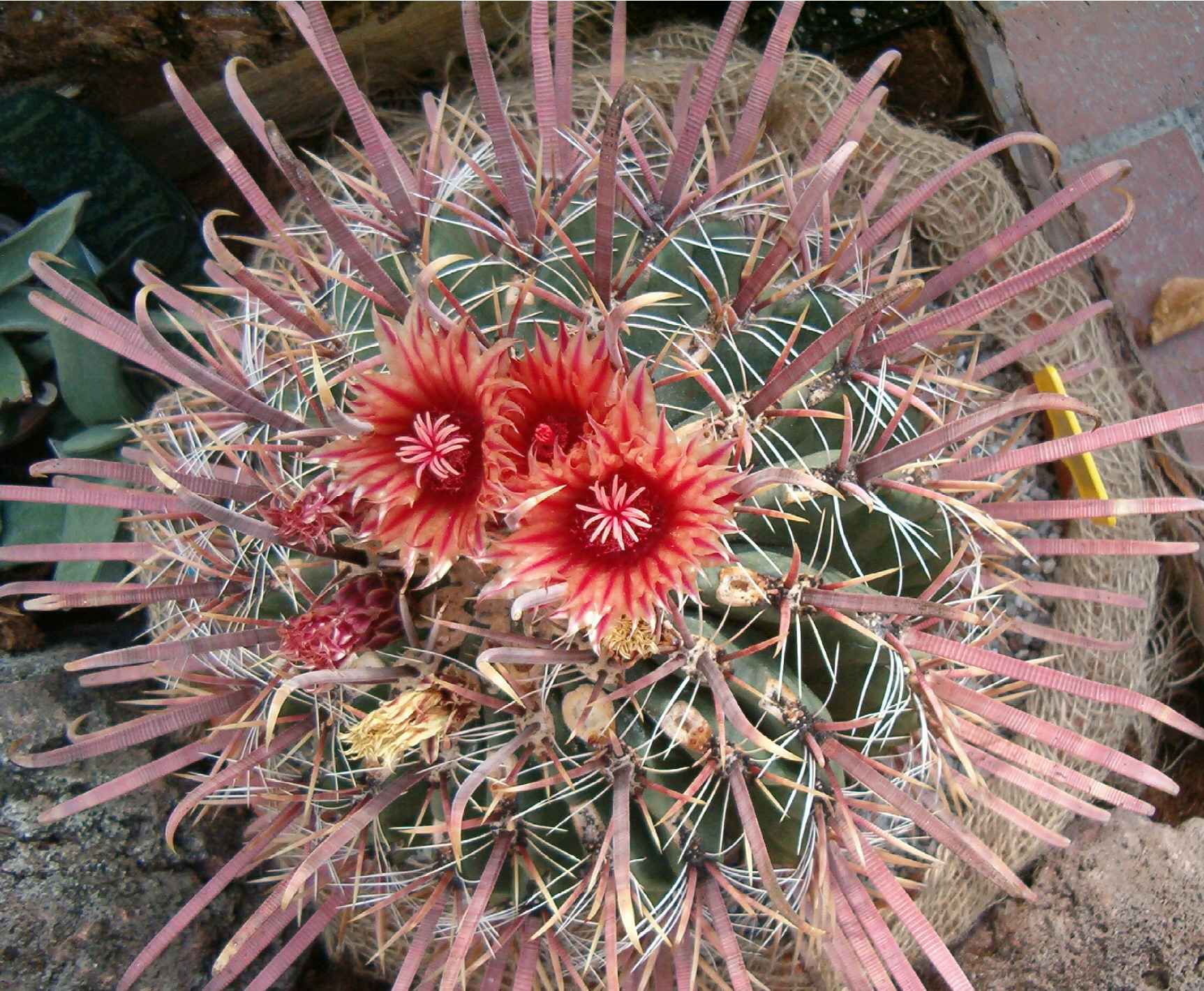
en flor

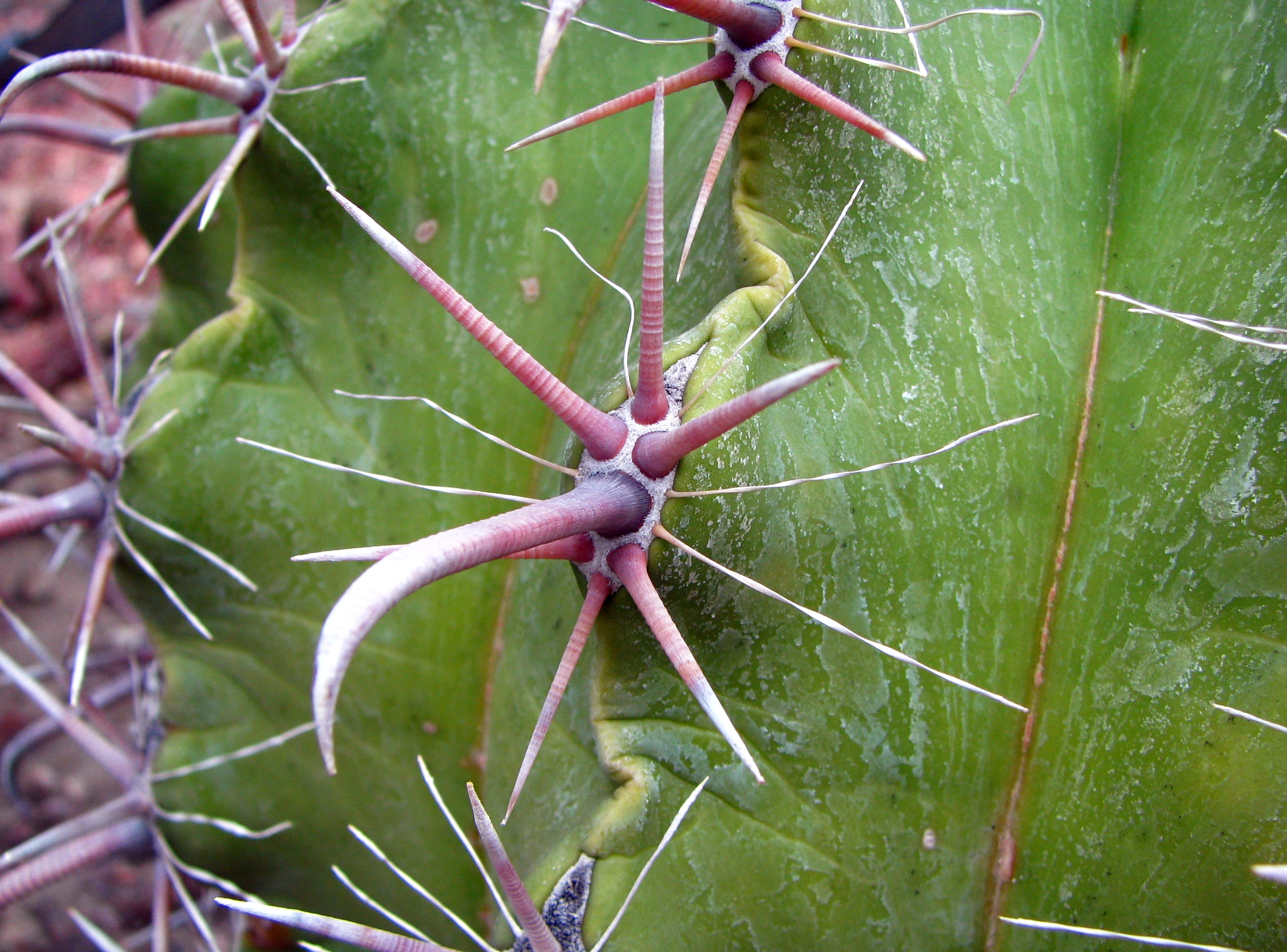
Detalle de las areolas

## Descripción
Se trata de una planta globular, que crece de forma individual con el tallo en forma huevo,  disminuyendo hacia la punta y que alcanza un diámetro de 40 centímetros, por lo general, y hasta una altura de 70 centímetros, aunque algunas plantas raras pueden alcanzar hasta 2,5 metros. Tiene 12-20 nervaduras llamativas y profundas. Las espinas son de color rojo grisáceo y tienen una punta de color amarillento o blanquecino. Los cuatro centrales tienen una franja transversal  y miden 4 - 15 cm de largo. Las 6 a 13 espinas radiales son diferentes, delgadas y torcidas y, a veces erizadas. Las flores tienen forma de embudo, son de color rojo a amarillo y tienen una franja central de color rojo anaranjado, alcanzan una longitud de 5 a 6 centímetros y los frutos miden hasta 4,5 centímetros, son de color amarillo y esféricos.

## Distribución
Ferocactus peninsulae se encuentra en estado mexicano de Baja California Sur. 

## Taxonomía
Ferocactus peninsulae fue descrita por (F.A.C.Weber) Britton & Rose y publicado en The Cactaceae; descriptions and illustrations of plants of the cactus family 3: 133, en el año 1922.
Etimología
Ferocactus: nombre genérico que deriva del adjetivo latíno "ferus" = "salvaje" , "indómito" y "cactus", para referirse a las fuertes espinas de algunas especies.
El epíteto específico peninsulae significa de la península y se refiere al hábitat de la especie en la Península de California. 
Sinonimia
- Ferocactus viscainensis
- Ferocactus peninsulae var. viscainensis
- Echinocactus peninsulae Engelm. ex J.M.Coult.
- Echinocactus peninsulae A.A.Weber	basónimo
- Ferocactus horridus Britton & Rose[2][3][4]